# 布什納克
布什納克（阿拉伯语：‎，羅馬化：Bushnak，意為“波士尼亞人”或“波士尼亞克人”）是中東地區的常见姓氏，源自於歐洲巴爾幹半島的波士尼亞克人族群名稱。 擁有這個姓氏的人是1878年奥匈帝國佔領波士尼亞和赫塞哥维那後擔心生活在基督教统治下而移民到鄂圖曼敘利亞的波士尼亞克人後裔。
雖然並非来自同一個家族，但大多数移民到黎凡特的波士尼亞克人都采用布什纳克作为共同的姓氏，代表他们的起源。在巴勒斯坦的口語中，布什納克也用来指皮膚白皙、相貌英俊的人。

## 歷史
波士尼亞克人向巴勒斯坦的遷移始於1800年代末，波士尼亞克人士兵作為鄂圖曼軍隊的增援部隊被帶到巴勒斯坦。更大量的移民潮則於1878年哈布斯堡王朝统治的奥匈帝国託管波士尼亞後開始。1908年奥匈帝国正式吞并波士尼亞後，波士尼亞克人向外移民的數量持續增加，多數人定居在土耳其，少數人則進一步前往鄂圖曼帝國統治下的叙利亚地區定居（即現今的叙利亚、以色列、巴勒斯坦、黎巴嫩和约旦等地）。
一些主要的定居地在現今约旦河西岸和以色列部分地區的村莊，包括有：凯撒利亚、亞農、納布盧斯和圖勒凱爾姆。他们的後代仍然生活在这些村莊裡，而他们與波士尼亞的連結留存在阿拉伯姓氏布什納克中。

## 著名人物
- 拉梅茲·布什納克（Ramez Bushnak，1976—2000），第二次起义期间被以色列警察枪杀的以色列阿拉伯平民
- 阿里·布什納克（Ali Bushnaq），巴勒斯坦珠穆朗玛峰登山者
- 阿莉亚·布什納克（Alia Bushnaq），2000—），约旦运动员
- 苏珊·布什納克（Suzan Bushnaq，1963—），科威特画家，穆罕默德·布什納克的女儿
- 蘇亞德·布什納克（Suad Bushnaq，1982—），约旦裔加拿大电影作曲家
- 穆罕默德·布什納克（Mohammed Bushnaq，1934—2017），巴勒斯坦艺术家（画家和雕塑家）
- 盧特菲·布什納克（Lotfi Bouchnak，1952—），突尼斯歌手
- 哈米德·布什納克（Hamid Bouchnak，1969—），摩洛哥歌手
- 勞拉·布什納克（Laura Boushnak，1976—），科威特出生的巴勒斯坦摄影师